# Loumo
Pour l’article ayant un titre homophone, voir L'Houmeau.
Loumo (s'écrit aussi Lumo)est une localité du sud de la République du Congo située dans le département du Pool. Elle est le chef-lieu du district portant le même nom, sa population est estimée à 4 715 habitants.

## Géographie
Loumo est un discrit situé dans le département du Pool en République du Congo, à seulement 15.9 km de Boko et 40 km de Kinkala le chef-lieu du département.

### Climat
Loumo possède un climat tropical de savane avec hiver sec(AW) selon la classification de Köppen. La température moyenne sur l'année à Loumo est de 23,7 °C et les précipitations sont en moyenne de 781,6 mm. Avec des précipitations moyennes de 2 mm, juillet est le mois le plus sec, alors qu'en novembre, les précipitations sont les plus importantes de l'année avec une moyenne de 175 mm.
La température moyenne de 24,9 °C, fait de mars le mois le plus chaud de l'année, alors que juillet est le mois le plus froid avec une température moyenne de 21 °C.
Le record de chaleur fut enregistré le 9 février 1986 avec une température de 42 °C, et le record de froid de 5 °C fut enregistré le 19 juillet 1986.

## Économie
L'économie de Loumo dépend en partie du secteur primaire, plus précisément de l'agriculture. De nombreuses cultures vivrières sont produites par la population locale dont certaines atteignent des tonnes au niveau de la production.
Ces cultures sont présentées dans le tableau ci-dessous d'après les données de l'Institut National de la Statistique (INS) présentent dans l'annuaire statistique du Pool
| Cultures | Production (2014) | Production (2015) | Production (2016) |
| -------- | ----------------- | ----------------- | ----------------- |
| Amarente | 550 kg            | 600 kg            | 550 kg            |
| Arachide | ?                 | 15 t              | 23 t              |
| Manioc   | 815 t             | 975 t             | 715 t             |
| Tomate   | ?                 | 2000 kg           | ?                 |